# Тестування реальності
Тестування реальності є психотерапевтичною функцією, за допомогою якої об’єктивний або реальний світ і ставлення людини до нього відображає та оцінює спостерігач. Цей процес розрізнення внутрішнього світу думок і почуттів від зовнішнього світу є технікою, яку зазвичай використовують у психоаналізі та поведінковій терапії, і її розробив Зиґмунд Фройд.

## Призначення
У рамках психотерапії та консультування практики використовують тестування реальності, щоб вплинути на пацієнта або клієнта, щоб вони розпізнали свої негативні думки, оцінили думки логічно, а не емоційно, а потім визначили, чи є думки дійсними (тобто внутрішньо послідовними та обґрунтованими на реальності). Тестування реальності не обов’язково зосереджується на джерелі поведінки чи думки, а скоріше на тому факті, що поточні думки виникають і впливають на поведінку тут-і-зараз. Пройшовши цю техніку, пацієнт або клієнт часто може побачити, що думки, які вони відчували, насправді є недійсними або не ґрунтуються на реальності, і тому не варто їх використовувати як основу для життєвих рішень.
Тестування реальності може бути використано таким чином, щоб полегшити коригування емоційних переживань шляхом скасування та зміни попередніх негативних або нереалістичних очікувань на користь більш адаптивних функцій. Методи психотерапії, як-то раціональна емоційно-поведінкова терапія та когнітивно-поведінкова терапія, значною мірою покладаються на здатність клієнта часто самоаналізувати внутрішні думки та оцінювати їхній попередній вплив на сприйняття, судження та поведінку.
Постійне тестування реальності під керівництвом терапевтів може допомогти навчити клієнтів того, як зазвичай перевіряти власні моделі мислення та поведінку без постійної потреби в терапевті. Постійний і тривалий вплив безлічі коригувальних переживань може призвести до того, що клієнти сформують власні внутрішні та стійкі зміни в думках, очікуваннях, почуттях і поведінці. Тестування реальності також було визначено як лікувальний фактор, якщо воно реалізоване в груповій терапії. Під час групового консультування клієнти можуть використовувати думку інших членів групи як основу для перевірки реальності та отримувати миттєвий зворотний зв’язок через групові обговорення, рольові ігри та інші групові дії.

## Характеристики
Терапевти, які використовують методи перевірки реальності, зазвичай покладаються на психічні процеси клієнта, такі як увага, сприйняття, пам’ять і судження, щоб допомогти їм сформувати логічні висновки про те, як їхні внутрішні переживання пов’язані із зовнішньою реальністю. Обмежені можливості тестування реальності іноді можуть бути результатом психічного розладу. Людям, які демонструють обмежене тестування реальності, може не вистачати розуміння та здатності розрізняти зовнішній і внутрішній світ, що є фактором психозу. Наприклад, галюцинації та марення часто сприймаються як ознаки невдачі тестування реальності.
Тестування реальності було визначено як один із загальних терапевтичних принципів змін. Принципи змін поділяють усі теоретичні напрямки терапії й вони охоплюють такі стратегії, як: сприяння вірі клієнта в ефективність терапії, формування та підтримка терапевтичного альянсу з клієнтом, сприяння усвідомленню клієнтом факторів, що впливають на його проблеми, і заохочення клієнта брати участь у коригувальному досвіді.
Дослідження показали, що наголошення на постійному тестуванні реальності в житті клієнта є одним із принципів змін, які можна використовувати для пояснення та обґрунтування основної ефективності методів терапевтичного консультування, незалежно від теоретичних ідеалів. З цієї причини аспекти тестування реальності можуть входити до різноманітних планів терапевтичного лікування.